# François Mauriac
François Mauriac (n. 11 octombrie 1885, Bordeaux, Franța – d. 1 septembrie 1970, Paris, Région parisienne, Franța) a fost un romancier, poet, dramaturg, eseist, polemist și gazetar francez, Președintele Asociației oamenilor de litere francezi, din 1933, membru al Academiei Franceze , din același an; laureat al Marelui Premiu al Romanului acordat de Academia Franceză în 1925 pentru romanul "Viața și moartea unui poet"; laureat al Premiul Nobel pentru Literatură în anul 1952.

## Motivația Juriului Nobel
„pentru profunda sa intuiție spirituală și pentru intensitatea artistică cu care a dezvăluit în romanele sale drama existenței umane.”.

## Date biografice
François Mauriac s-a născut la Bordeaux, la 11 octombrie 1885. Mediul familial, burghez și foarte catolic, ca și ambianța specifică de provincie meridională franceză îi vor marca puternic opera. Își face studiile la liceul din Bordeaux, vădind preferințe pronunțate pentru opera lui Pascal și Racine dar și pentru cea a unor poeți "moderni": Baudelaire, Mallarmé, Verlaine, Francis Jammes. Devine licențiat al facultății de litere din Bordeaux. În 1906 este admis la concursul de admitere la École de Chartes din Paris, dar curând renunță la continuarea studiile sale în această direcție. În 1908, colaborează la Revue du Temps présent și la Revue de la Jeunesse. Editorial, debutează cu volumul de poeme Les Mains jointes  (Mâinile împreunate, 1909) foarte elogios prezentat de Maurice Barrès în L'Écho de Paris (1910). În 1913 se căsătorește cu Jeanne Lafon, împreună cu care va avea două fiice și doi fii. Îndată după izbucnirea primului război mondial, Mauriac este mobilizat ca infirmier (1914). Cu începere din 1916, începe să locuiască atât la Paris cât și în provincia natală, la domeniul Malagar. În urma publicării romanului Le Désert de l'amour (Pustiul dragostei, 1925), obține "Le Grand Prix du roman". Apare romanul Thérèse Desqueyroux (1927). În 1930 începe să colaboreze la revistele Sept și Temps présent, de tendință mai puțin conservatoare decât L'Écho de Paris, la care colaborase în perioada imediat anterioară. Publică romanul Le Nœud de vipères (Cuibul de vipere) în 1932, an în care devine și președinte al Societății Oamenilor de Litere din Franța. Este ales membru al Academiei franceze (1933). Se reprezintă la Comedia franceză, prima sa piesă de teatru, Asmodée (Asmodeu, 1937). Aderă la  Frontul Național al Scriitorilor. Publică în clandestinitate Le Chier noir  (Caietul negru), sub numele de Forez, participând la Rezistență printr-o activitate de ziarist. Devine laureat al Premiului Nobel (1952). Renunță la colaborarea sa la Le Figaro și începe să colaboreze la L'Express (1954). Se manifestă în favoarea venirii la putere a generalului de Gaulle (1958).

## Opera selectivă
Din vasta-i operă narativă și poetică (cca 75 volume) am selectat următoarele volume:

### Poeme
- Les Mains jointes (Mâinile împreunate), 1909
- L'Adieu a l'adolescence (Rămas bun adolescenței), 1911
- Orages (Furtuni), 1925
- Le Sang d'Atys (Sângele lui Atys), 1940

### Romane și nuvele
- L'Enfant chargé de chaînes(Copilul încărcat de lanțuri), 1913
- La Robe prétexte (Toga pretext), 1914
- La Chair et le Sang (Carnea și sângele), 1920
- Le Baiser aux lépreux (Sărutul dat leprosului), 1922
- Le Fleuve de feu (Fluviul de foc), 1923
- Génitrix, 1923
- Le Mal (Răul) , 1924
- Le Désert de l'amour (Pustiul dragostei), 1924
- Thérèse Desqueyroux, 1927[8]
- Destins (Destine), 1928
- Trois récits (Trei povestiri), 1928
- Ce qui était perdu (Ceea ce era pierdut), 1930
- Le Nœud de vipères (Cuibul de vipere), 1932
- Le Mystère Frontenac (Misterul Frontenac) , 1933
- La fin de la nuit (Sfârșitul nopții), 1935
- Les Anges noirs (Îngerii negrii), 1936
- Plongées (Scufundări) , 1938
- Les Chemins de la mer (Drumurile mării), 1939
- La Pharisienne (Femeia fariseu), 1941
- Le Sagouin (Saguinul), 1951
- Galigaï , 1952
- L'Agneau (Mielul), 1954
- Un adolescent d'autrefois, 1969

### Teatru
- Asmodée (Asmodeu), 1938
- Les Mal Aimés (Cei rău iubiți), 1945
- Passage du malin (Trecerea Necuratului), 1948
- Le Feu sur terre (Foc pe pământ), 1951

### Memorialistică
- patru volume de jurnal:
  - Journal I (Jurnal I), 1934
  - Journal II (Jurnal II), 1937
  - Journal III (Jurnal III), 1940
  - Journal IV (Jurnal IV), 1951
- Bloc Notes 1958
- Mémoires intérieurs (Memorii lăuntrice), 1959
- Nouveaux Mémoires intérieurs (Noi memorii lăuntrice), 1965
- Les Autres et Moi (Ceilalți și eu), 1966